# Saboteur II
Saboteur II, sottotitolato Avenging Angel nelle prime edizioni e presentato come Saboteur 2 sullo schermo, è un videogioco pubblicato nel 1987 per Amstrad CPC, Commodore 64 e ZX Spectrum dalla Durell Software e per MS-DOS dalla Keypunch Software. È il seguito di Saboteur, molto simile al predecessore nella concezione e nella grafica, ma stavolta il sabotatore ninja che si introduce in una base nemica è una donna, caratteristica non comune nei videogiochi dell'epoca. Una conversione non ufficiale e non commerciale per Commodore Plus/4 venne realizzata nel 1990.
Per il successivo gioco della serie ci furono diversi progetti mai completati. Esistono alcuni giochi amatoriali non ufficiali, tra cui Saboteur III: The Egyptian Mission per Atari ST (2012). Clive Townsend, autore del Saboteur originale per ZX Spectrum, a partire da fine 2015 ha pubblicato online versioni demo e commerciali di Saboteur e Saboteur 2 per browser, Windows, macOS e Android, comprendenti rifacimenti fedeli degli originali e nuovi livelli e funzionalità.

## Trama
La protagonista è la sorella del ninja del primo Saboteur, dotata delle stesse abilità, che deve vendicare il fratello mortalmente ferito dal nemico (da cui il sottotitolo, traducibile "angelo vendicatore"). La sua missione è introdursi nottetempo in un'enorme base missilistica, costruita in cima a una montagna e comprendente anche cunicoli sotterranei. Dopo aver raggiunto la base saltando giù da un deltaplano, la sabotatrice deve trovare le parti di un nastro informatico, usarlo per riprogrammare il missile che sta per essere lanciato, e infine fuggire in moto dall'unica galleria che sbuca sul fianco della montagna.

## Modalità di gioco
L'area di gioco è un labirinto di circa 700 schermate a piattaforme con visuale di lato. Un semplice schema di tutta la base nemica è visibile durante la schermata introduttiva (esclusa versione DOS). Nella sequenza iniziale il giocatore sceglie quando saltare giù dal deltaplano e può così iniziare da diversi punti dell'esterno della base.
La sabotatrice può correre a destra e sinistra, usare scale a gradini o a pioli, saltare in corsa, abbassarsi, dare calci da ferma, da abbassata o in corsa (innovazione rispetto a Saboteur, dove era possibile calciare solo da fermi in piedi), raccogliere un'arma o oggetto, usare l'arma o in mancanza di questa dare pugni. Si può trasportare una sola arma alla volta, mentre le parti di nastro vengono accumulate senza limiti.
Armi e oggetti si trovano all'interno di casse e quando ci si passa accanto una piccola finestra alla base dello schermo avvisa della loro presenza e permette di raccoglierli. Le armi sono tutte a distanza e monouso: inizialmente si ha uno shuriken, mentre nella base si possono trovare anche pugnali e oggetti contundenti come tubi e chiavi inglesi. Si può lanciare l'arma in orizzontale o inclinata verso l'alto o il basso.
La base è difesa da grossi e resistenti androidi, puma neri, e nelle caverne anche pipistrelli. Gli androidi hanno armi da lancio oppure lanciafiamme e combattono anche in corpo a corpo. Sullo scenario ci sono alcuni terminali di computer che il giocatore può azionare per attivare i rispettivi ascensori, riprogrammare il missile o disattivare una barriera elettrica che blocca la galleria finale.
La sabotatrice ha una sola vita e una barra dell'energia, che viene ridotta dagli attacchi nemici e dalle cadute, ma si ricarica automaticamente quando il personaggio sta fermo, con il solo svantaggio della perdita di tempo. C'è infatti un limite di tempo per completare la missione e fuggire.
Si possono giocare nove missioni ovvero nove livelli di difficoltà dello stesso scenario; completata una missione si ottiene la password per accedere alla successiva. Cambia il numero di parti di nastro che è necessario recuperare e altri obiettivi; può non esserci la barriera elettrica e nella prima missione non si deve neppure riprogrammare il missile.

## Sviluppo
Dopo il successo del primo Saboteur, che portò anche l'autore Clive Townsend a essere intervistato dalla BBC, la Durell Software approvò la realizzazione di un seguito, che sarebbe stato anche l'unico seguito mai prodotto dall'azienda in generale. Anche Saboteur II venne progettato e sviluppato inizialmente da Clive Townsend su ZX Spectrum, per poi essere convertito piuttosto fedelmente per gli altri sistemi; Townsend collaborò direttamente solo alla versione Amstrad. L'idea della protagonista donna fu discussa a sviluppo già avviato con il capo della Durell Rob White.
Il tema musicale (Spectrum 128k, Amstrad e Commodore) è di Rob Hubbard.